# Lijst van grootofficieren in de Leopoldsorde
Dit is een lijst van grootofficieren in de Leopoldsorde over wie een artikel in de Nederlandstalige Wikipedia is opgenomen. Belgen zijn opgenomen onder het tussenvoegsel van hun naam.

## A
- Omer Ablaÿ (1801-1886)
- Conny Aerts (1966)[1]
- Bert Anciaux (1959) (2014)[2]

## B
- François Bellot (1954) (2019)[3]

- Alfred Belpaire (1820-1893)
- Frans Boenders (1942) (2010)[4]
- Lily Boeykens (1930-2005) (2004)[5]
- Siegfried Bracke (1953) (2019)[3]
- Jan Briers (1953)
- Jan Briers (1919-2007)
- Colette Burgeon (1957) (2014)[2]

## C
- Patricia Ceysens (1965) (2019)[3]

- Jos Chabert
- Marcel Cheron (1957) (2019)[3]
- Luc Coene (1947-2017) (2016)[6]
- Marcel Colla (1943) (2003)[7]

## D
- Sabine de Bethune (1958) (2014)[3]
- Roger De Borger (1946-2020)
- Pieter De Crem (1962) (2019)[3]
- Alexander De Croo (1975) (2019)[3]
- Herman De Croo (1937)
- Armand De Decker (1948-2019)
- Herman De Dijn (1943) (2010)[4]
- François-Xavier de Donnea (1941)
- Michel Delbaere (1953) (2023)[1]
- Jozef Deleu (1937)
- André Demedts (1906-1992)
- Prins Emmanuel de Merode (1970)
- Leni Denève (1940) (2008)[4]
- Hector Deprez (1873-1939)
- Jacques Devolder (1943)
- Juliaan De Vriendt (1842-1935)
- Rudy Demotte (1963) (2014)[2]
- Wilfried Dewachter (1938)
- Patrick Dewael (1955)
- Lodewijk De Witte (1954)
- Denis Ducarme (1973) (2019)[3]
- Isabelle Durant (1954) (2014)[2]

## E
- Claude Eerdekens (1948) (2014)[2]

- Stefan Everts
- Mark Eyskens

## F
- Bernard Foccroulle
- Catherine Fonck (1968) (2014)[2]
- Albert Frère (1926-2018)
- Dirk Frimout (1941) (1993)[8]

## G
- Louis-Prosper Gachard (1800-1885)
- Ludo Gelders
- Marie Gevers (1883-1975)
- Albert Guérisse (1911-1989)

## H
- Arthur Haulot (1903-2005)
- Veerle Heeren (1965) (2019)[3]
- Justine Henin
- Georges Holvoet (1874-1967)
- Victor Horta (1861-1947)

## I
- Jacky Ickx

## J
- Paul Janssen (1926-2003)
- Daniel Janssen

## K
- Marino Keulen

## L
- Fadila Laanan (1967) (2014)[2]
- Roger Lambrechts (1927-2005)
- Renaat Landuyt
- Victor Legley (1915-1994)
- Yves Leterme
- Hubert Leynen (1909-1997)
- Maurice August Lippens (1875-1956)
- Helmut Lotti
- Benoît Lutgen (1970) (2019)[3]

## M
- Olivier Mangain (1958) (2014)[2]
- François Maniquet (1965)[1]
- Luc Martens
- Wilfried Martens (1936-2013)
- Charles Michel (1975) (2014)[2]
- Richard Miller (1954) (2019)[3]
- Philippe Monfils

## N
- Jean-Marc Nollet (2019)

## O
- Marc Olivier (1940-2018)

## P
- Henri Pauwels (1923-2010)
- Kris Peeters
- Christian Pineau (1904-1995)
- Jean-Baptiste Piron
- René Pleven (1901-1993)
- Prosper Poullet (1868-1937)
- Adolf Proost (1853-1921)

## R
- Auguste Raemdonck van Megrode (1863-1939)
- Charles Rogier (1800-1885)
- Didier Reynders (1958) (2014)[2]

## S
- Johan Sauwens
- Niceas Schamp
- Ludo Simons
- Miet Smet
- Bernard Snoy
- Antoinette Spaak

## T
- Nafissatou Thiam (1994) (2023)[9]
- Louis Tobback
- Bruno Tobback (1969) (2014)[2]
- Annemie Turtelboom (1967) (2019)[3]

## V
- Steven Vanackere
- Frans Van Daele
- Marnix Van Damme
- Christine Van Broeckhoven
- Gella Vandecaveye
- Johan Vande Lanotte
- Frank Vandenbroucke
- Geeraard Van Den Daele (1908-1984)
- Jan Van den Eynde (1888-1984)
- Dirk Van der Maelen (1953) (2019)[3]
- Alfred Van der Smissen
- Marleen Vanderpoorten
- Peter Vanvelthoven (1962) (2014)[2]
- Walter Van Gerven (1935-2015)
- Guy Vanhengel
- Dirk Van Mechelen (1957) (2014)[3]
- bOb Van Reeth
- Leo Van Puyvelde
- Victor van Strydonck de Burkel
- Hilde Van Sumere (1932-2013)
- Peter Vanvelthoven
- Maurice Verbaet (1883-1957)
- Auguste Vergote (1818-1906)
- Hubert Verwilghen (1883-1935)
- Marc Verwilghen
- Mieke Vogels (1954) (2014)[3]
- Jules Cornelis van Randwijck (1874-1962)[10]

## W
- Ulla Werbrouck
- André Wynen (1923-2007)